# Egyptische chronologie
De Egyptische chronologie is een poging tot datering van de gebeurtenissen, heersers en dynastieën uit het oude Egypte. Hiervan is een relatieve chronologie vastgesteld die algemeen geaccepteerd wordt. Dit geldt echter niet voor de absolute chronologie doordat Manetho geen rekening hield met de overlapping van diverse dynastieën en omdat er in verschillende overleveringen van zijn werk afwijkende tijdspannes voor meerdere heerschappijen zijn. Vanaf halverwege het tweede millennium v.Chr. is het mogelijk om de dateringen te koppelen aan de tegen die tijd betrouwbaardere chronologie van het Nabije Oosten.
De Egyptische chronologie is gebaseerd op:
1. de koningslijsten;
2. vergelijkingen met andere chronologieën zoals die van het Oude Nabije Oosten;
3. astronomische gegevens, en dan vooral de Sothisperiode, waarmee bovenstaande gegevens aan absolute jaartallen zijn gekoppeld.

## Onderverdeling
De tegenwoordig nog gebruikte onderverdeling in 31 dynastieën vindt zijn oorsprong bij Manetho die leefde in de derde eeuw v.Chr. ten tijde van de eerste twee Ptolemaeën. Vaak is de overgang naar een volgende dynastie als er een nieuwe familie aan de macht komt, of als de hoofdstad verplaatst wordt. In een aantal gevallen begint hij echter een nieuwe dynastie binnen dezelfde familie en hoofdstad, waarbij tegenwoordig onduidelijk is wat hier de beweegredenen waren.
Problemen duiken op bij dynastieën die gelijktijdig heersten. Er heerste het idee dat er maar een goddelijke leider kan zijn en net als in de Soemerische Koningslijst worden dynastieën die gelijktijdig regeerden na elkaar genoemd.
Tegenwoordig wordt onderscheid gemaakt tussen de periodes met opeenvolgende dynastieën en periodes met gelijktijdige dynastieën. De eerste worden onderscheiden als het Oude Rijk, het Middenrijk en het Nieuwe Rijk waarin Neder-Egypte en Opper-Egypte verenigd waren. Deze worden gescheiden door tussenperiodes waarin meerdere dynastieën naast elkaar regeerden.
Hoewel dit een duidelijk onderscheid lijkt, is er in een aantal gevallen discussie over begin- en eindpunten. Zo worden de 7e en 8e dynastieën soms tot het Oude Rijk gerekend en soms tot de eerste tussenperiode.
Hoewel deze indeling handig kan zijn om de lange Egyptische geschiedenis te beschrijven, bestaat het gevaar dat hiermee te veel een beeld ontstaat van twee soorten bestuur, centraal en verdeeld. Vooral bij de tussenperiodes is er echter een groot verschil in de vormen van bestuur, zodat andere benamingen zijn voorgesteld, zoals periode van de Regio's voor de eerste tussenperiode.

## De koningslijsten van Manetho
Manetho was een Egyptisch priester uit de derde eeuw voor Christus, die vooral bekend is door zijn Aigyptiaka, een uitgebreide geschiedenis van Egypte. Deze bron wordt gezien als de belangrijkste lijst van koningen die is overgeleverd, omdat ze de indruk wekt volledig te zijn en de lengte van de regering van de farao’s geeft, op basis waarvan een absolute chronologie op moet zijn te stellen. Manetho levert echter ook de nodige problemen op:
- zijn werk is alleen overgeleverd in versies van andere auteurs zoals Eusebius en Sextus Julius Africanus, die onderling sterk verschillen, wat het moeilijk maakt vast te stellen hoe de originele tekst geluid heeft;
- hij schreef in het Oudgrieks en gaf de farao’s vergriekste namen, wat identificatie met oorspronkelijk Egyptische bronnen niet makkelijker maakt.

Desalniettemin is Manetho’s lijst de afgelopen eeuwen dankbaar gebruikt door Egyptologen. Aan hem is de bekende indeling in dertig dynastieën te danken, hoewel ze niet alle dertig door hem beschreven zijn.

## Annalen en inscripties
Zowel in papyri als op inscripties zijn lijsten van Egyptische koningen aangetroffen. De bekendste papyrus is de koningslijst van Turijn, en de bekendste inscripties zijn de koningslijsten van Karnak en Abydos.

### De koningslijst van Turijn
Deze papyrus bevatte oorspronkelijk vermoedelijk een lijst van alle koningen tot aan Ramses II, uit wiens regeerperiode hij waarschijnlijk dateert. Helaas is de papyrus de laatste eeuwen in een zodanig slechte staat geraakt dat nu alleen nog de namen van koningen tot aan de zeventiende dynastie bekend zijn.

### De koningslijst van Abydos
De koningslijst van Abydos, afkomstig uit de tempel van Abydos noemt 78 voorgangers van Seti I. De lijst lijkt niet volledig te zijn.

### De koningslijst van Karnak
De koningslijst van Karnak, in reliëf op de muren van de tempel te Karnak, is in feite een verzameling afbeeldingen van koningsstandbeelden die Thoetmosis III bij zijn bouwactiviteiten aantrof en verplaatste. Het belang van de lijst is vooral dat de namen van de heersers uit de eerste en tweede tussentijd worden genoemd, die in geen van de andere bekende lijsten voorkomen.

## Astronomische gegevens
De Egyptische kalender kende een jaar van 365 dagen. Het siderisch jaar duurt ongeveer 365,25636 dagen. Zonder schrikkeldag kwam het iedere vier jaar een dag achter te lopen. De cyclus duurt hierdoor ongeveer 365/0,25= 1460 jaar (sommige berekeningen gaan uit van 1456 jaar). Deze periode noemen Egyptologen de Sothisperiode, omdat voor de Egyptenaren de dag van eerste verschijning van de ster Sothis, tegenwoordig bekend als Sirius, het wassen van de Nijl aankondigde. In de huidige jaartelling is dit rond 19 juli. In het jaar 139 na Chr. zou deze opkomst volgens Censorinus op de correcte dag hebben plaatsgevonden. Een tweede correcte verschijning kan berekend worden aan de hand van een papyrus, waarin wordt meegedeeld dat op een bepaalde datum in het zevende jaar van naar wordt aangenomen Sesostris III een eerste verschijning van Sirius wordt vermeld. Met behulp van de uit de lijsten bekende duur van regeringsjaren kunnen hier dus geen absolute dateringen mee worden vastgesteld. Deze dateringsmethode bevat veel aannames en veronderstellingen, zodat men tegenwoordig terughoudend is met de toepassing ervan.
Otto Neugebauer heeft gesteld dat Egypte geen aanspraak kan maken op het beoefenen van mathematische astronomie. Hij stelde dat er geen enkel bewijs is voor systematische astronomie en derhalve chronometrie is gevonden.

## Alternatieve chronologieën
Het rubberen karakter van de Egyptische chronologie is voor diverse onderzoekers aanleiding geweest alternatieve chronologieën op te stellen. De verschillen met de gangbare chronologie kunnen uiteenlopen van tientallen jaren tot wel 700 jaar.
De bekendste theorieën hierover zijn afkomstig van Immanuel Velikovsky en David Rohl. Deze omstreden chronologieën hebben tot felle discussies geleid en worden door de reguliere Egyptologie radicaal afgewezen.

## De juiste dateringen
Zoals uit het bovenstaande blijkt, kan er van een juiste datering van regeringsjaren van de farao’s geen sprake zijn.